# Фриденсдорф
Фриденсдорф (нем. Friedensdorf) — община в Германии, в земле Саксония-Анхальт, входит в район Зале в составе городского округа Лойна.
Население составляет 311 человек (на 31 декабря 2008 года). Занимает площадь 3,29 км².

## История
Первое упоминание о поселении относится к 1125 году.
До окончания Второй мировой войны поселение носило название Кригсдорф (нем. Kriegsdorf).
31 декабря 2009 года Фриденсдорф был включён в состав городского округа Лойна.

## Галерея

Фриденсдорф на карте городского округа
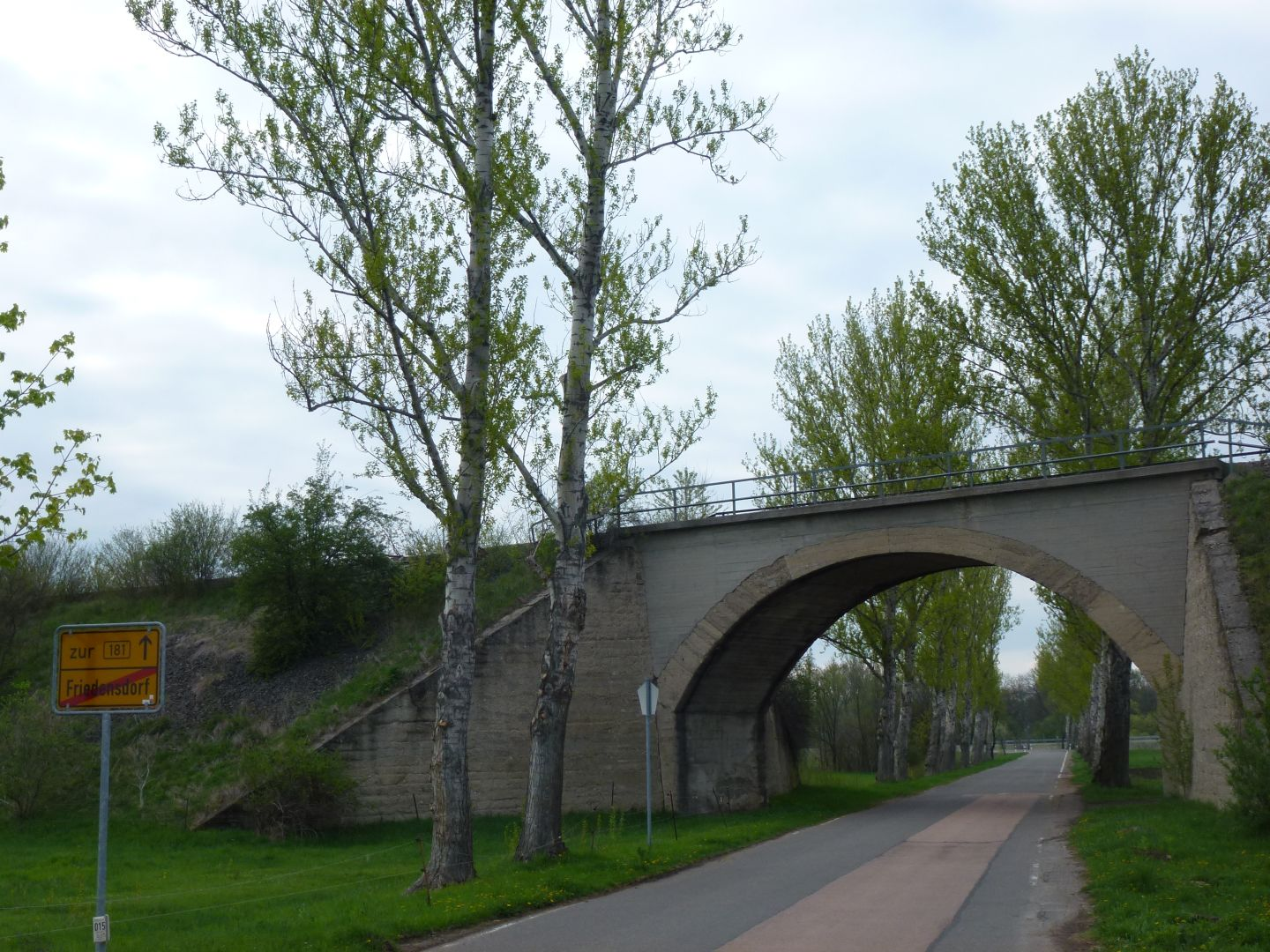
Ж/д мост на выезде из Фриденсдорфа
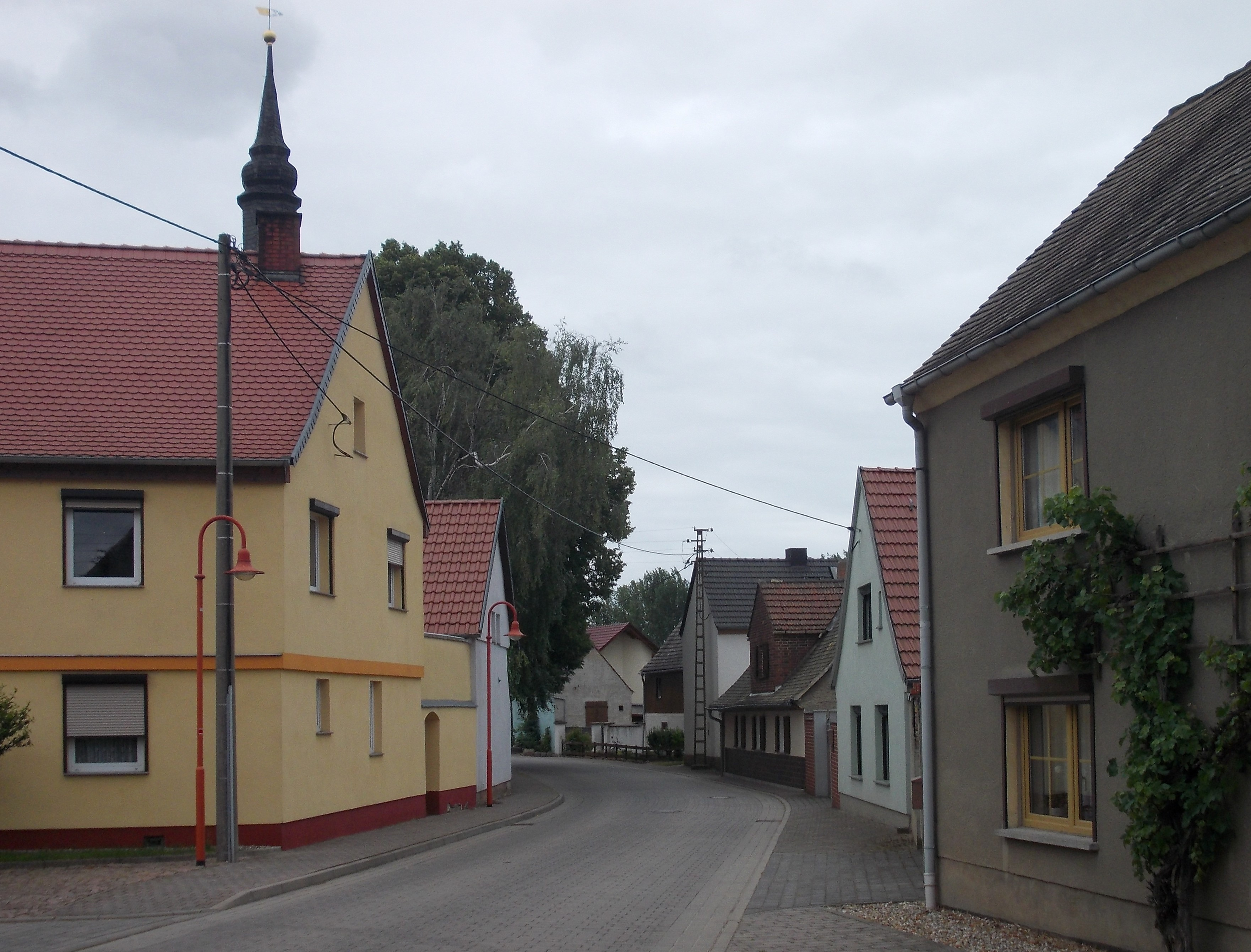
Улочка во Фриденсдорфе
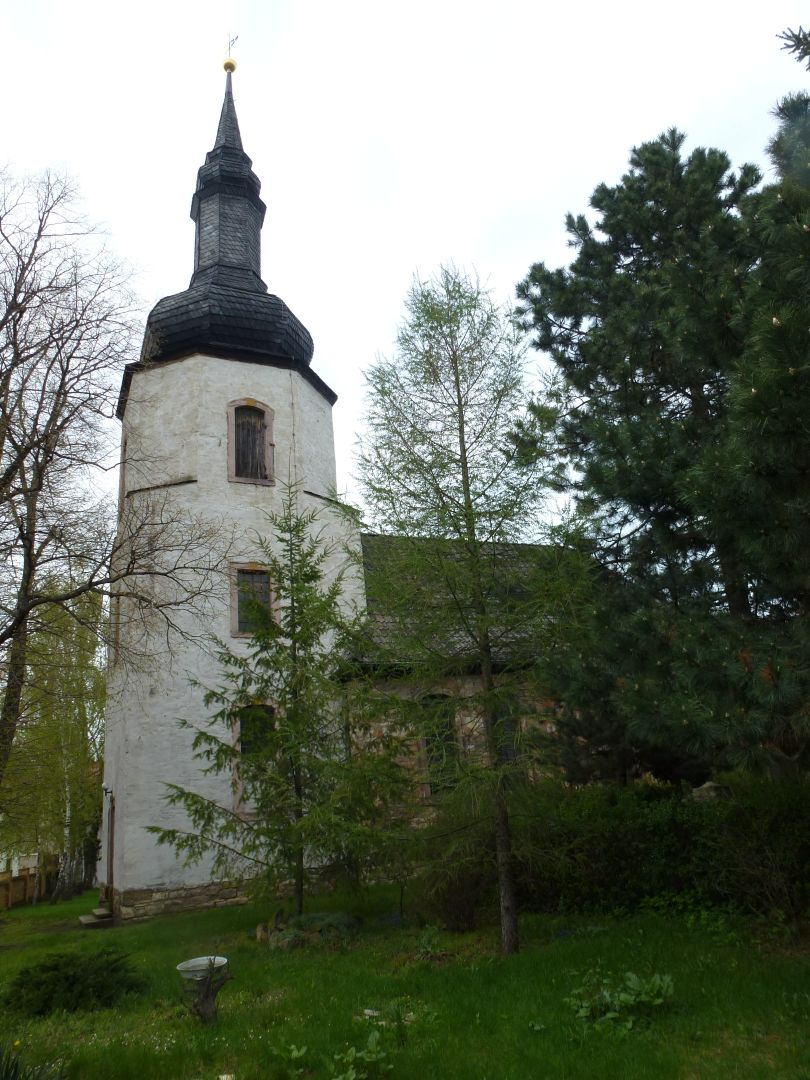
Церковь во Фриденсдорфе